# Жіноча юніорська збірна Угорщини з хокею із шайбою
Жіноча юніорська збірна Угорщини з хокею із шайбою — національна жіноча юніорська команда Угорщини, що представляє країну на міжнародних змаганнях з хокею із шайбою. Командою опікується Угорською хокейною федерацією.

## Виступи на чемпіонатах світу
| Рік  | І  | В   | П  | Н | ШЗ | ШП | О  | Місце                 |
| ---- | -- | --- | -- | - | -- | -- | -- | --------------------- |
| 2012 | 10 | 10^ | 0  | 0 | 61 | 14 | 29 | 1 місце (Дивізіон І)  |
| 2013 | 5  | 1^  | 4  | 0 | 4  | 16 | 2  | 6 місце               |
| 2014 | 5  | 0   | 5  | 0 | 5  | 25 | 0  | 8 місце               |
| 2015 | 5  | 2   | 3  | 0 | 10 | 13 | 6  | 5 місце (Дивізіон І)  |
| 2016 | 5  | 1   | 4  | 0 | 4  | 24 | 3  | 5 місце (Дивізіон І)  |
| 2017 | 5  | 2   | 3  | 0 | 9  | 13 | 6  | 4 місце (Дивізіон ІА) |
| 2018 | 5  | 1   | 4  | 0 | 8  | 18 | 4  | 5 місце (Дивізіон ІА) |
| 2019 | 5  | 3   | 2* | 0 | 13 | 9  | 10 | 3 місце (Дивізіон ІА) |
| 2020 | 5  | 2^  | 3* | 0 | 10 | 9  | 10 | 3 місце (Дивізіон ІА) |
| 2022 | 4  | 1   | 3* | 0 | 10 | 13 | 4  | 4 місце (Дивізіон ІА) |
| 2023 | 5  | 3^  | 2  | 0 | 11 | 10 | 8  | 4 місце (Дивізіон ІА) |
| 2024 | 5  | 3   | 2* | 0 | 8  | 8  | 8  | 3 місце (Дивізіон ІА) |
| 2025 | 5  | 5   | 0  | 0 | 13 | 2  | 15 | 1 місце (Дивізіон ІА) |

*Включає в себе поразку в додатковий час

^Включає в себе перемогу в додатковий час